# Lövskogsnunna

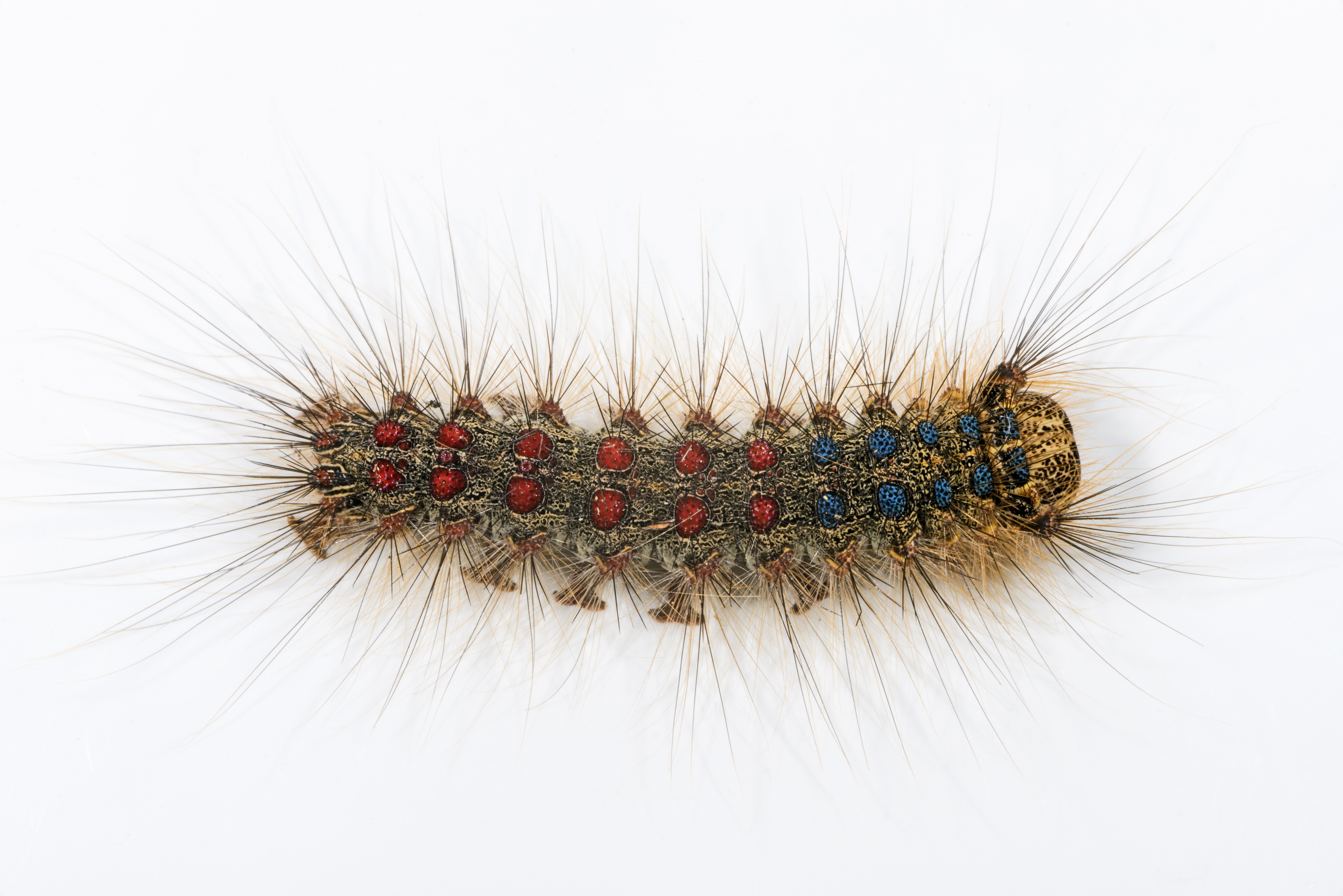
Lymantria dispar

Lövskogsnunna (Lymantria dispar) är en fjärilsart som beskrevs av Linnaeus 1758. Lövskogsnunnan ingår i släktet Lymantria, och familjen tofsspinnare.
Vingspannet är 36-65 millimeter. Den förekommer i öppna skogs- och hagmarker. Enligt den svenska rödlistan är arten nära hotad i Sverige. Arten förekommer i Götaland och Öland samt tillfälligtvis även på Gotland och Svealand. Artens livsmiljö är jordbrukslandskap, skogslandskap. Inga underarter finns listade.

## Bildgalleri

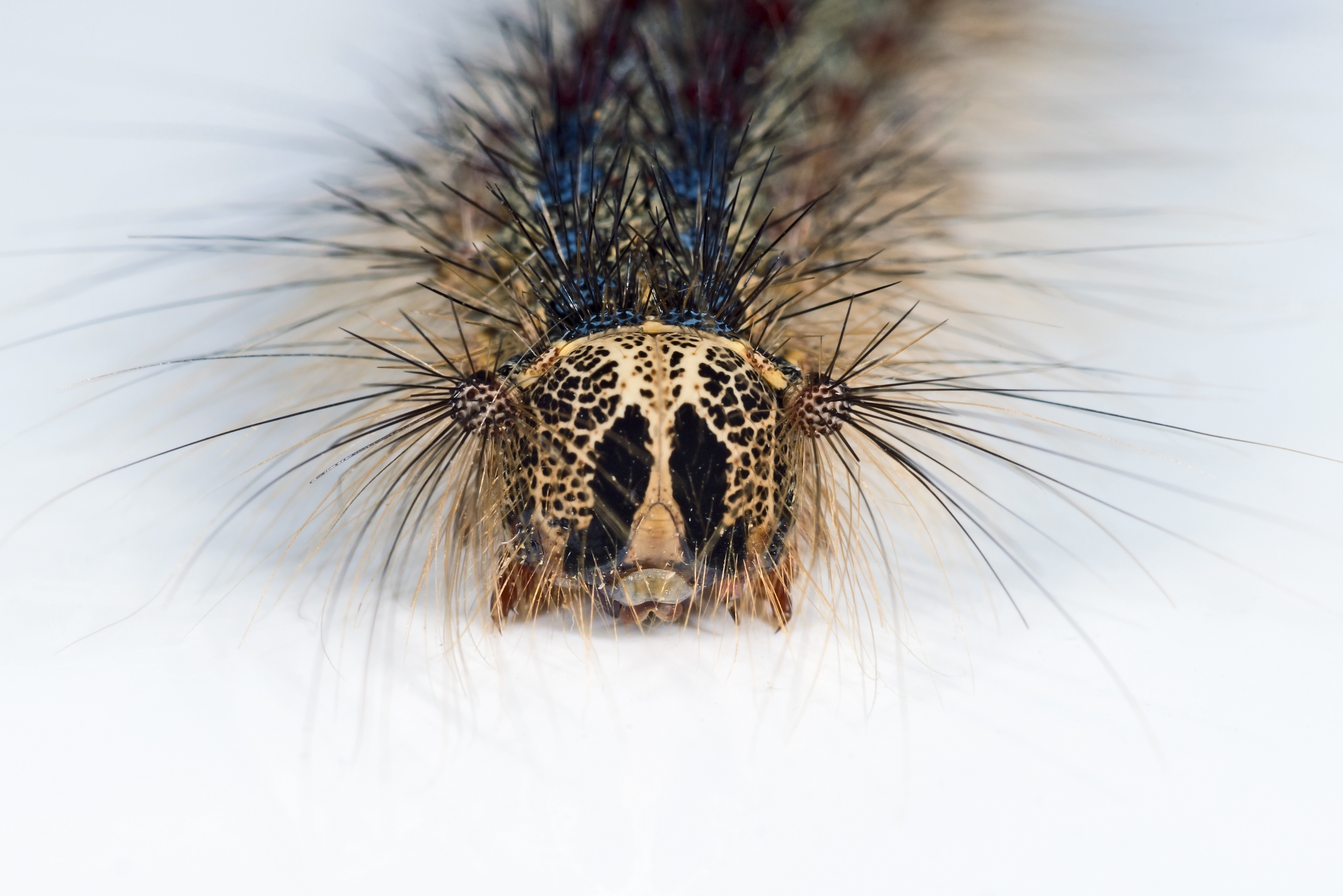
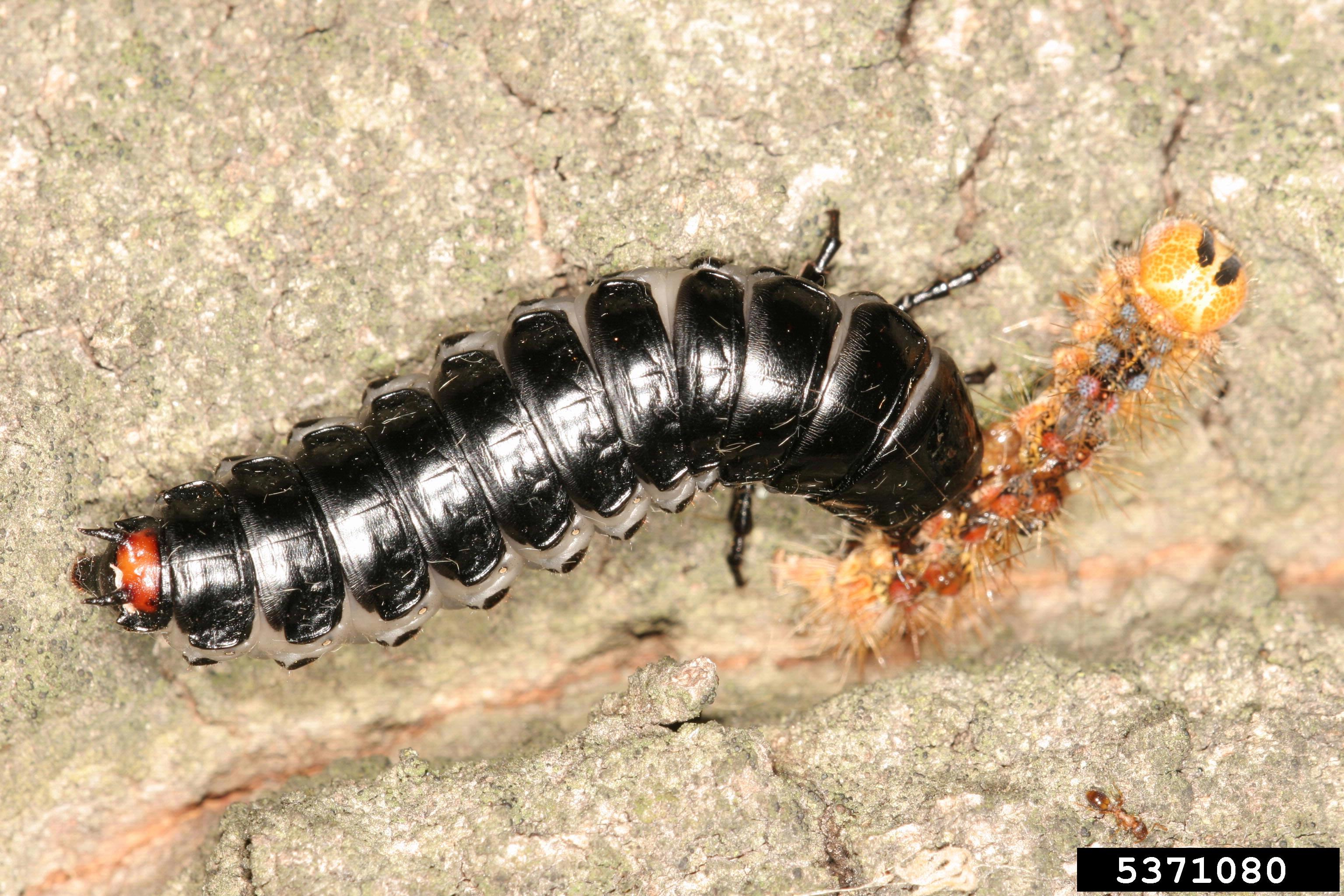
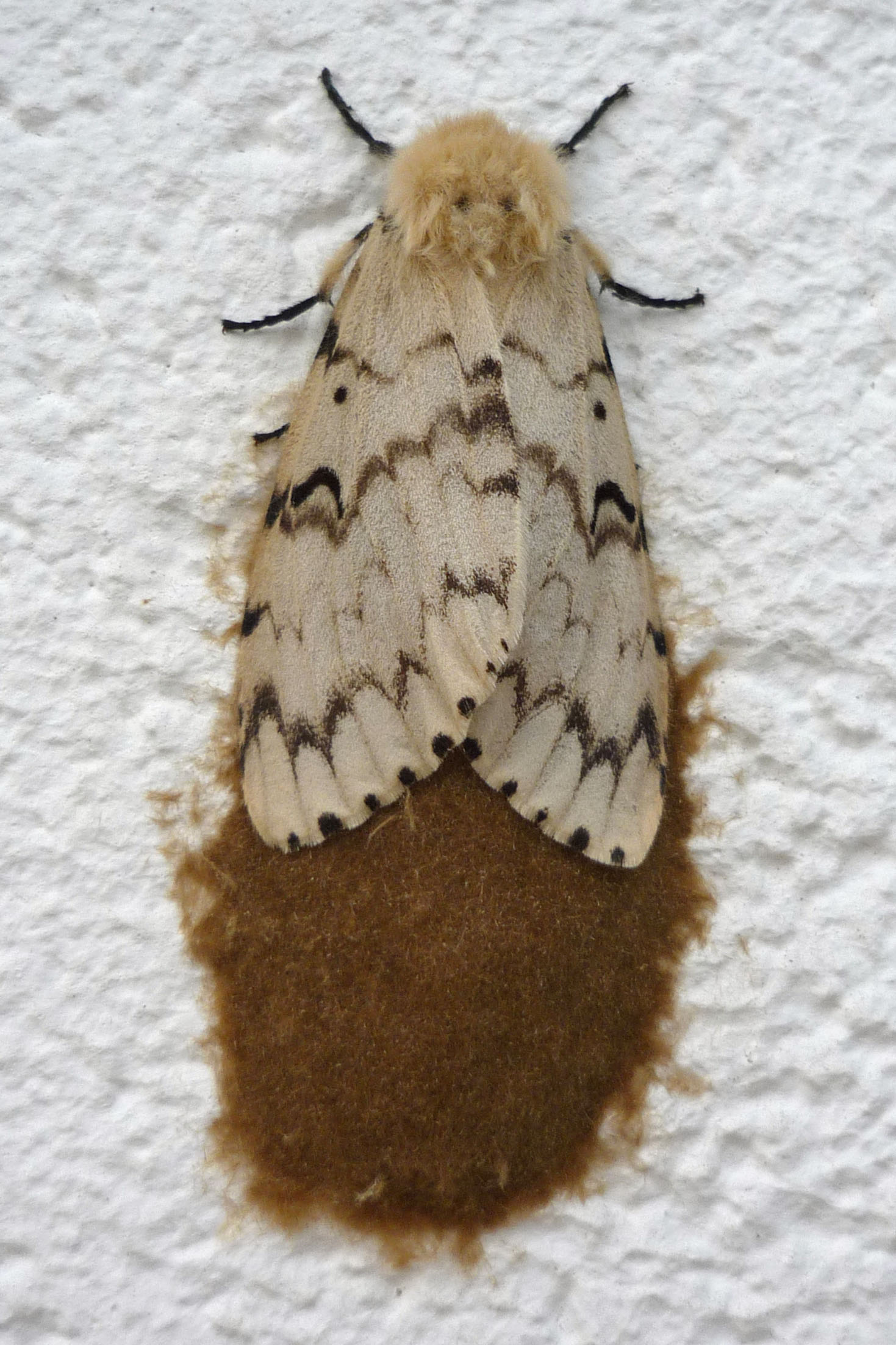
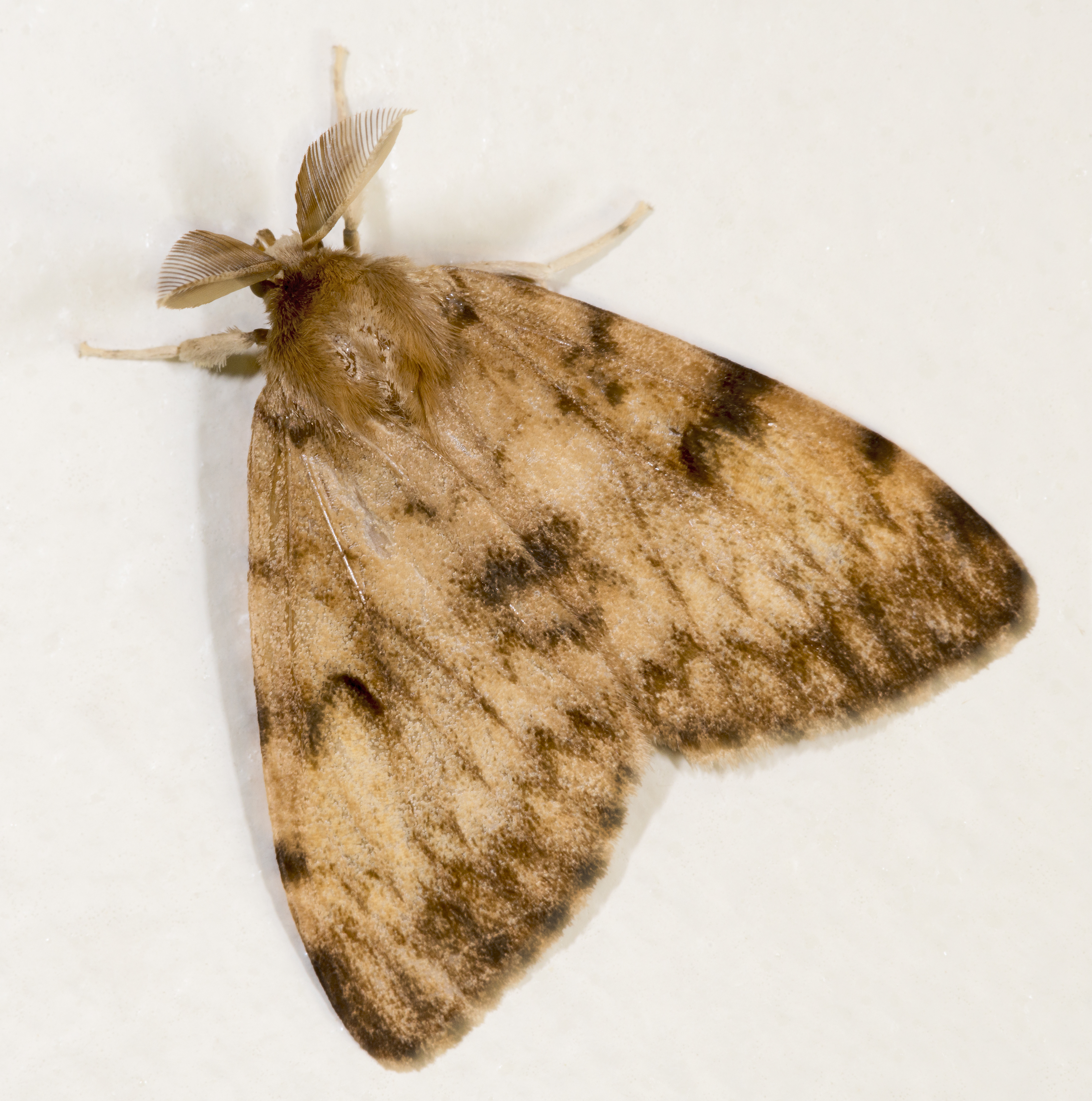
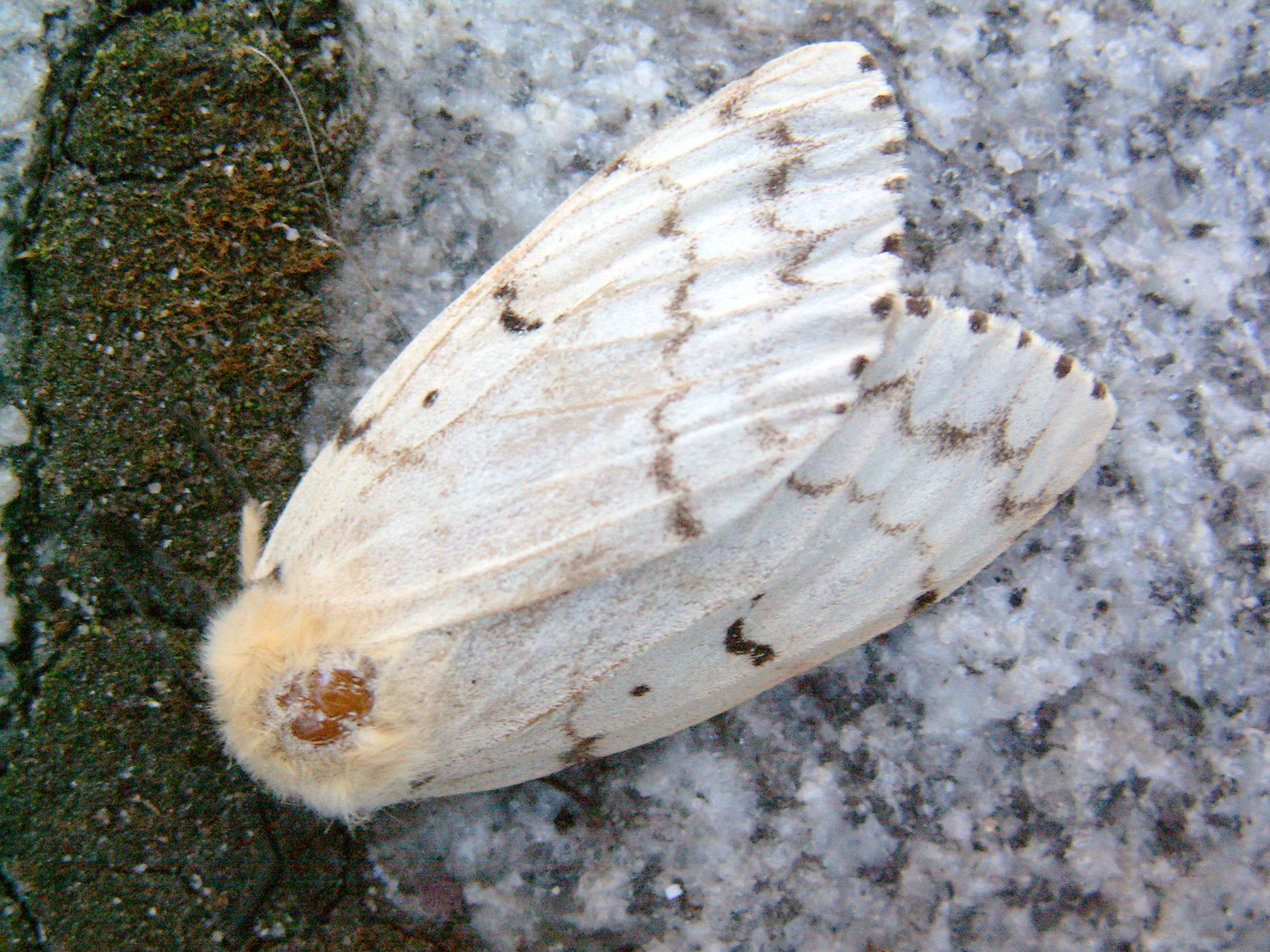